# Ficus lamponga
Ficus lamponga là một loài thực vật có hoa trong họ Moraceae. Loài này được Miq. mô tả khoa học đầu tiên năm 1861.